# Serguéi Krásnikov
Serguéi Vladilénovich Krásnikov (en grafía rusa: Сергей Владиленович Красников), 1961-2024) es un Ph.D. en física y matemática ruso (título conferido por la Universidad de San Petersburgo). Actualmente (2008), trabaja en Observatorio de Púlkovo cercano a la citada ciudad rusa de San Petersburgo.
Serguéi Krásnikov es conocido principalmente por sus contribuciones a la física teórica, especialmente en el planteo del llamado tubo de Krásnikov tras sus observaciones de la métrica de Alcubierre y sus paradojales implicancias respecto a la causalidad, la curva cerrada de tipo tiempo y viajes FTL. En 2001, fue contratado para administrar un proyecto que estudia las teorías de viaje en el tiempo en condiciones físicas realistas, por el laboratorio interdisciplinar de investigación científica Starlab NV/SA.